# Saison 1905-1906 des Sénateurs d'Ottawa
Autres saisons
Saison précédente Saison suivante
La saison 1905-1906 est la vingt-et-unième saison de hockey sur glace à laquelle participent le Club de hockey d'Ottawa.

## Saison régulière

### Classement
| Clt   | Équipe                  | PJ | V | D  | BP | BC | Pts |
| ----- | ----------------------- | -- | - | -- | -- | -- | --- |
| +001, | Club de hockey d'Ottawa | 10 | 9 | 1  | 90 | 42 | -   |
| +002, | Wanderers de Montréal   | 10 | 9 | 1  | 74 | 38 | -   |
| +003, | Victorias de Montréal   | 10 | 6 | 4  | 76 | 73 | -   |
| +004, | Hockey Club de Québec   | 10 | 3 | 7  | 57 | 70 | -   |
| +005, | AAA de Montréal         | 10 | 3 | 7  | 49 | 63 | -   |
| +006, | Shamrocks de Montréal   | 10 | 0 | 10 | 30 | 90 | -   |

- Champion

### Meilleurs marqueurs
| Nom du joueur | Parties jouées | Buts |
| ------------- | -------------- | ---- |
| Harry Smith   | 8              | 31   |
| Frank McGee   | 7              | 28   |
| Alf Smith     | 10             | 13   |

### Résultats des matchs
| No | Date       | Visiteur  | Score | Domicile  | Fiche |
| -- | ---------- | --------- | ----- | --------- | ----- |
| 1  | 6 janvier  | Québec    | 3-6   | Ottawa    | 1-0-0 |
| 2  | 13 janvier | Wanderers | 4-8   | Ottawa    | 2-0-0 |
| 3  | 20 janvier | Ottawa    | 4-1   | AAA       | 3-0-0 |
| 4  | 27 janvier | Victorias | 6-11  | Ottawa    | 4-0-0 |
| 5  | 3 février  | Ottawa    | 3-5   | Wanderers | 4-1-0 |
| 6  | 10 février | Ottawa    | 4-11  | Victorias | 5-1-0 |
| 7  | 17 février | Shamrocks | 2-13  | Ottawa    | 6-1-0 |
| 8  | 25 février | Ottawa    | 9-3   | Shamrocks | 7-1-0 |
| 9  | 3 mars     | AAA       | 9-14  | Ottawa    | 8-1-0 |
| 10 | 10 mars    | Ottawa    | 12-5  | Québec    | 9-1-0 |

## Effectif
- Gardien de but : Billy Hague
- Défenseurs : Harvey Pulford, Arthur Moore et Rod Kennedy
- Attaquants : Tommy Smith, Frank McGee, Billy Gilmour, Harry Smith, Harry Westwick, Jack Ebbs, Coo Dion, Alf Smith,